# Aachener Kratzenfabrik Cassalette
Die Aachener Kratzenfabrik Cassalette ist ein im Jahr 1822 als Familienbetrieb gegründetes Unternehmen zur Herstellung von Kratzen. Ihr Name geht zurück auf die Familie Cassalette, deren Wurzeln im Ort Dolhain liegt, das damals zum Département de l’Ourthe gehörte. 

## Peter Joseph Cassalette
Peter Joseph Cassalette (* 1789 in Dolhain; † 1849 in Aachen) kam als Tuchfabrikant Anfang des 19. Jahrhunderts aus dem Ort Dolhain nach Aachen, wo er im Jahr 1822 seine Kratzenfabrik gründete. Er errichtete diese im Haus Zum Horn in der Jakobstraße 24, einem 1659 erbauten und im Jahr 1757 von Johann Joseph Couven im Rokokostil ausgebauten Haus. Bis zum Jahr 1845 stieg die Firma nun zur größten Fabrikation für Kratzen in Aachen auf. Bereits zuvor, im Jahr 1837 wurde der mittlerweile zum Kommerzienrat ernannte Cassalette auch als Aktionär der AG Drahtfabrikkompagnie zu Aachen und Eschweiler aufgeführt. Er war verheiratet mit Marie Anne Laurenty, deren gemeinsamer Sohn Jacques Joseph Cassalette (* 26. September 1812 in Dolhain) später das Unternehmen fortführte.

## Jacques Joseph Cassalette
Nach der Firmenübernahme schaffte es Jacques Joseph Cassalette, das Unternehmen weiter auf Expansionskurs zu führen. Ausschlaggebend dafür war, dass es ihm zusammen mit dem Kölner Unternehmen Felten & Guilleaume nach langjährigen Versuchen gelang, Kratzen aus Stahldraht zu entwickeln, die nun die bisher gebräuchlichen Eisendrahtkratzen vollständig verdrängten. Neben seiner Unternehmensleitung war der mittlerweile ebenfalls zum Kommerzienrat ernannte Jacques Joseph darüber hinaus auch Direktionsmitglied der Rheinischen Eisenbahn und Präsident des Aachener Handelsgerichts. Er war verheiratet mit Jeanette Hermann aus Burtscheid, Tochter des Färbereibesitzers und Mitglied des Stadtrates und beigeordneten Bürgermeisters Nikolaus Hermann. Deren gemeinsamer Sohn Eduard (1840–1891) übernahm später in dritter Generation die Kratzenfabrik.

## Eduard Cassalette

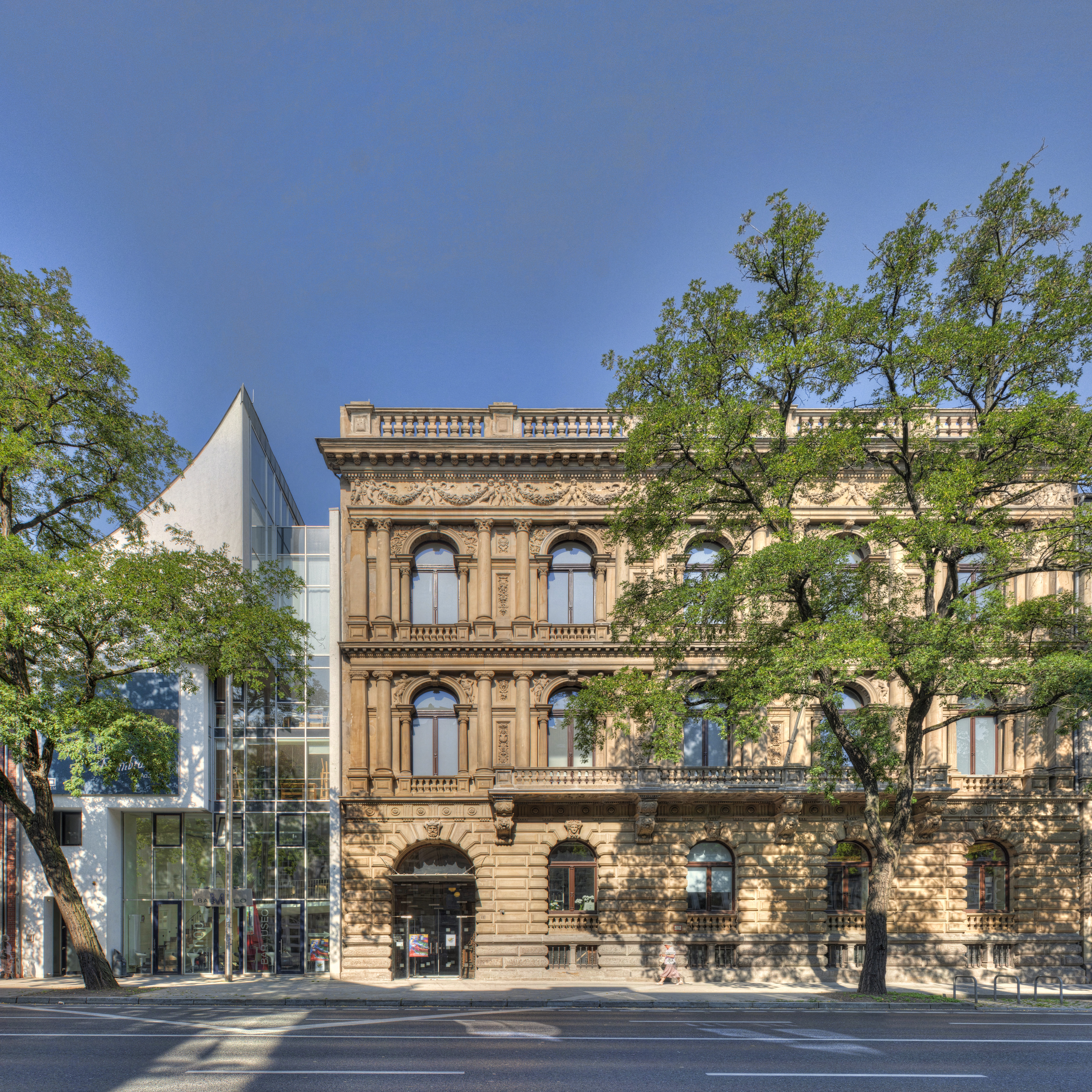
Aachen Villa-Cassalette (1883–88), Bauherr: Eduard Cassalette, Architekt: Eduard Linse. Heute: Suermondt-Ludwig-Museum

Eduard Cassalette, verheiratet mit Marie Nellessen (1851–1888), Tochter des Tuchfabrikanten Theodor Nellessen und der Josephine Lingens, verlegte ab 1874 die Produktion des florierenden Unternehmens, das nun als Cassalette & Co. firmierte, in die Aachener Oligsbendenstraße 22. 
Standesgemäß ließ sich Eduard Cassalette in den Jahren 1883 bis 1888 von dem Aachener Architekten Eduard Linse ein neues Stadtpalais, die Villa Cassalette, das heutige Suermondt-Ludwig-Museum, erbauen. Da seine Frau Marie bereits kurz nach der Fertigstellung der Villa verstarb und Eduard selbst nur drei Jahre später, am 27. Januar 1891, ihr in den Tod folgte, hinterließen sie fünf Kinder im noch unmündigem Alter von fünf, sieben, neun, 12 und 17 Jahren. Die Villa Cassalette bezog daraufhin zunächst der Polizeidirektor und spätere Polizeipräsident Guido von Matuschka-Greiffenclau, bevor im Jahr 1898 die Stadt Aachen Besitzer des Stadtpalais wurde. Die Fabrik selbst wurde von der Erbengemeinschaft und den Gesellschaftern weitergeführt.

## Entwicklung ab der Jahrhundertwende
Im Jahr 1906 fusionierte Cassalette & Co. mit der A.G.Hermann unter der Leitung von Antoine Hermann und firmierte nun unter dem Namen Aachener Kratzenfabrik Cassalette & Cie/A.G.Hermann GmbH. Dadurch wurde es möglich, den Ausbau der einzelnen Abteilungen voranzutreiben und die verschiedenen Fabrikationszweige miteinander zu koordinieren. Hierdurch konnte die noch vorhandene Abhängigkeit vom Ausland, besonders von England, aufgehoben und im Gegenzug der eigene Export international angekurbelt werden. Außer Kratzenbeschlägen für die Streichgarnindustrie wurden nun unter anderem auch Kammgarnkratzen, Asbestkratzen, Kratzen für die Jute- und Hanfspinnerei, Zigarettenkratzen sowie Nadel- und Rauhkratzen für die Woll- und Baumwollrauherei und die Hutfabrikation erstellt. 
Im Jahr 1924 erwarb die weiterhin prosperierende Firma die von Arnold Herren im Jahr 1902 an der Krefelder Straße 147 errichtete Nadelfabrik. Hier richtete Cassalette & Hermann eine neue Maschinenbauabteilung ein, um die für die Kratzenproduktion benötigten Maschinen selber herstellen zu können. Diese Anlage betrieb die Firma noch bis in die Zeit des Zweiten Weltkrieges. Im Jahr 1942 ist unter dieser Adresse schließlich eine Kesselurkunde für die nachfolgende Uniformfabrik Anton Kinting vermerkt, und ab 1954 übernahm schließlich die Aachener Wäschefabrik Schlichting diese Fabrikanlage, deren Eigentümer sie 1959 auch wurde.